# Antapistis digestalis
Antapistis digestalis är en fjärilsart som beskrevs av Walker 1865. Antapistis digestalis ingår i släktet Antapistis och familjen nattflyn. Inga underarter finns listade i Catalogue of Life.